# Fritz Schmidt (Schauspieler, 1842)
Fritz Schmidt (* 31. Oktober 1842 in Darmstadt; † 5. März 1898 in Dresden) war ein deutscher Theaterschauspieler.

## Leben
Schmidt widmete sich ursprünglich der Elfenbeinschnitzerei. Seine Vorliebe zum Theater führte in bereits 1861 auf die Bühne., und zwar gehörte er fünf Jahre lang als Eleve dem Darmstädter Hoftheater an.
Hierauf war er als jugendlicher Held und Liebhaber an den Theatern in Würzburg, Mainz, Königsberg und Breslau engagiert, bis er 1870 ans Wallnertheater in Berlin verpflichtet wurde. Dort wirkte Schmidt 19 Jahre und zählte während dieser Zeit zu den beliebtesten und erfolgreichsten Mitgliedern dieser Bühne. Er unternahm auch mit dem Ensemble des Wallnertheaters wiederholt Gastspielreisen, und wo immer er auch erschien, überall anerkannte man seine reiche Begabung. Besonders in Dresden, wohin er öfters auf seinen Gastspielreisen kam, wurden seine Leistungen beifälligst aufgenommen.
Als der Väterspieler des Dresdner Hoftheaters Emil Adolf Ferdinand Walther gestorben war, berief man 1889 Schmidt an dessen Stelle (Antrittsrolle: „General von Sommerfels“ in Krieg und Frieden), und ebenso, wie er früher als „Mortimer“, „Don Carlos“, „Posa“, „Faust“, „Tell“ reiche Erfolge erzielte, so wurden jetzt seine Darbietungen im Fach der Väter gerühmt. Der Künstler starb am 5. März 1898 in Dresden.